# Wzgórza łomżyńskie
Wzgórza łomżyńskie – według legendy Łomża położona jest na pięciu wzgórzach morenowych obejmujących wysoką, lewobrzeżną skarpę pradoliny Narwi. W rzeczywistości dotyczy to zarówno Starej Łomży, jak i "nowej". Zaliczamy do nich:
- Góra Królowej Bony – wzgórze w Starej Łomży, na którym znajdowało się wczesnośredniowieczne grodzisko;
- Wzgórze Świętego Wawrzyńca – wzgórze w Starej Łomży, na którym w 1000 roku wybudowano kościół parafialny;
- Popowa Góra – wzgórze w Łomży, na którym znajduje się kościół i klasztor oo. kapucynów, a w XIV wieku istniał tu kościół NMP i św. Rozesłańców;
- Łysa Góra – wzgórze w Łomży, na którym stał gródek pomocniczy dworu książąt mazowieckich;
- Góra Zamkowa – wzgórze w Łomży, na którym stał zamek książąt mazowieckich.

Na wzgórzach i u ich podnóża leżały: Łomża w pierwotnej lokalizacji, tuż obok Szur, a po ustanowieniu nowej lokalizacji Łomży także Stara Łomża.